# Zuider Rondeel
Het Zuider Rondeel is een deel van de zuidelijke Vestingwerken van Sneek, gelegen ten westen van de Kleine-Paalderpijp.
Het Zuider Rondeel was een halfrond deel van de stadsmuur, met ruimte voor kanonnen. Het rondeel was uitgerust met een wachthuis. Rondom het rondeel stonden ook verschillende torens, waaronder ten westen de Sjaketoren en ten oosten van het rondeel de Biesketoren. Nabij het Zuider Rondeel stond de Zuid molen.
Op het Zuider Rondeel stonden twee kanonnen ter verdediging van de stad. Ook was hier de stedelijke zandopslag gevestigd.
In het noorden van de stad, ten westen van de Noorderpoort bevond zich het Noorder Rondeel.
Eind 18e eeuw zijn deze delen van de vestingwerken verloren gegaan, omdat zij hun functie verloren hadden.